# Grand Prix automobile d'Autriche 1981
Résultats du Grand Prix automobile d'Autriche de Formule 1 1981 qui a eu lieu sur l'Österreichring le 16 août 1981.

## Classement
| Pos. | No | Pilote             | Écurie        | Tours | Temps/Abandon                     | Grille | Points |
| ---- | -- | ------------------ | ------------- | ----- | --------------------------------- | ------ | ------ |
| 1    | 26 | Jacques Laffite    | Ligier-Matra  | 53    | 1 h 27 min 36 s 47 (215,683 km/h) | 4      | 9      |
| 2    | 16 | René Arnoux        | Renault       | 53    | + 5 s 17                          | 1      | 6      |
| 3    | 5  | Nelson Piquet      | Brabham-Ford  | 53    | + 7 s 34                          | 7      | 4      |
| 4    | 1  | Alan Jones         | Williams-Ford | 53    | + 12 s 04                         | 6      | 3      |
| 5    | 2  | Carlos Reutemann   | Williams-Ford | 53    | + 31 s 85                         | 5      | 2      |
| 6    | 7  | John Watson        | McLaren-Ford  | 53    | + 1 min 31 s 14                   | 12     | 1      |
| 7    | 11 | Elio De Angelis    | Lotus-Ford    | 52    | + 1 tour                          | 9      |        |
| 8    | 8  | Andrea De Cesaris  | McLaren-Ford  | 52    | + 1 tour                          | 18     |        |
| 9    | 28 | Didier Pironi      | Ferrari       | 52    | + 1 tour                          | 8      |        |
| 10   | 32 | Jean-Pierre Jarier | Osella-Ford   | 51    | + 2 tours                         | 14     |        |
| 11   | 17 | Derek Daly         | March-Ford    | 47    | + 6 tours                         | 19     |        |
| Abd. | 22 | Mario Andretti     | Alfa Romeo    | 46    | Moteur                            | 13     |        |
| Abd. | 9  | Slim Borgudd       | ATS-Ford      | 44    | Freins                            | 21     |        |
| Abd. | 29 | Riccardo Patrese   | Arrows-Ford   | 43    | Moteur                            | 10     |        |
| Abd. | 14 | Eliseo Salazar     | Ensign-Ford   | 43    | Moteur                            | 20     |        |
| Abd. | 4  | Michele Alboreto   | Tyrrell-Ford  | 40    | Moteur                            | 22     |        |
| Abd. | 23 | Bruno Giacomelli   | Alfa Romeo    | 35    | Incendie                          | 16     |        |
| Abd. | 6  | Héctor Rebaque     | Brabham-Ford  | 31    | Embrayage                         | 15     |        |
| Abd. | 30 | Siegfried Stohr    | Arrows-Ford   | 27    | Surchauffe                        | 24     |        |
| Abd. | 15 | Alain Prost        | Renault       | 26    | Suspension                        | 2      |        |
| Abd. | 25 | Patrick Tambay     | Ligier-Matra  | 26    | Moteur                            | 17     |        |
| Abd. | 12 | Nigel Mansell      | Lotus-Ford    | 23    | Moteur                            | 11     |        |
| Abd. | 27 | Gilles Villeneuve  | Ferrari       | 11    | Accident                          | 3      |        |
| Np.  | 33 | Marc Surer         | Theodore-Ford | 0     | Distributeur                      | 23     |        |
| Nq.  | 3  | Eddie Cheever      | Tyrrell-Ford  |       | Non qualifié                      |        |        |
| Nq.  | 36 | Derek Warwick      | Toleman-Hart  |       | Non qualifié                      |        |        |
| Nq.  | 35 | Brian Henton       | Toleman-Hart  |       | Non qualifié                      |        |        |
| Nq.  | 31 | Beppe Gabbiani     | Osella-Ford   |       | Non qualifié                      |        |        |

## Pole position et record du tour
- Pole position : René Arnoux en 1 min 32 s 018 (vitesse moyenne : 232,468 km/h).
- Meilleur tour en course : Jacques Laffite en 1 min 37 s 62 au 47e tour (vitesse moyenne : 219,127 km/h).

## Tours en tête
- Gilles Villeneuve : 1 (1)
- Alain Prost : 25 (2-26)
- René Arnoux : 12 (27-38)
- Jacques Laffite : 15 (39-53)

## À noter
- 5e victoire pour Jacques Laffite.
- 7e victoire pour Ligier en tant que constructeur.
- 2e victoire pour Matra en tant que motoriste.